# B'z The Best "Pleasure"
《B'z The Best "Pleasure"》，是日本樂團B'z在1998年為紀念出道10週年所發行的精選輯，共收錄14首歌曲。

## 簡介
- 因封面為金色，所以通稱為金盤。
- 此精選輯的發行計畫於1996年時就曾經被唱片公司提出過，但遭到二位團員強力反對而無疾而終，但是在1997年時由於非正式精選輯Flash Back-B'z Early Special Titles-的發行加上隔年正好是出道10周年的年份，發行精選輯的計畫正式浮出檯面，二位團員之後也認同精選輯的發行，於是B'z出道以來第一張的精選輯發行計畫終於實現。
- 初動約270萬張，是當時專輯初動量最高的紀錄，現今為日本音樂史上初動量第三，全球音樂史上首週銷量第四高的作品。
- 是B'z所有作品裡連續週榜冠軍最長的一張(1998年6月1日-6月22日，連續4週)
- 是B'z所有的CD中發行量最高的一張，累積超過500萬張（Rooms RECORDS宣布已超過590萬張），發行當初僅兩個月就超越GLAY於1997年發行的精選輯《REVIEW-BEST OF GLAY》的銷量紀錄(487萬)，成為當時日本銷售的最高紀錄。之後則被宇多田光於1999年所發行的首張專輯《First Love》（765萬）所超越，如今為日本唱片銷售量史上第二，精選輯則為日本第一。
- 此張精選輯與當年9月B'z所發行的另一張精選輯《B'z The Best "Treasure"》，獨霸當年日本公信榜的第一、二名，是繼1975年井上陽水以來第二次創下的紀錄。
- 受此張專輯《B'z The Best "Pleasure"》、和《B'z The Best "Treasure"》兩張精選輯影響，1998年B'z的CD年度銷售量超過1270萬張，成為歷代第一，是J-POP首次有歌手在單一年份裡CD銷量超過1000萬張（超過1000萬張的紀錄，僅有1998年的B'z與1999年的宇多田光兩組），此年B'z的實體唱片年產值達到了365億日圓，為日本歷代第一（唱片年產值超過200億日圓僅1998年的B'z，1999年的宇多田光281億日圓，2000年的濱崎步243億日圓）。
- 本張精選輯14首歌曲中有9首單曲銷售量破百萬張。
- B'z1998年所發行的兩張精選輯創造的紀錄，曾在當時朝日新聞的節目上被作為討論話題。
- 因為受到1998年唱片大熱賣的關係，B'z在1998年唱片總銷量正式突破5000萬張，為日本流行樂界第一個唱片銷量達到5000萬的歌手。
- 專輯銷售歷代第二。
- 精選輯銷售歷代第一。
- 專輯首次發行歷代第三。
- 男歌手銷售量歷代第一。
- 1998年度Oricon專輯榜第一名。
- 最終銷量約513.5萬張，為日本最暢銷專輯第2名。

## 收錄曲
1. LOVE PHANTOM　(4:39) ※○
2. love me, I love you　(3:20) ※○
3. Easy Come, Easy Go!　(4:40) ※
4. ZERO　(4:50) ※○
5. ALONE　(6:00) ※○
6. 裸足的女神　(4:26) ※○
7. 愛是放縱任性的 我惟獨不願讓你受傷　(3:56) ※◎
8. LADY NAVIGATION　(4:20) ※○
9. 太陽のKomachi Angel　(4:10) ※
10. BE THERE　(4:13)
11. Don't Leave Me　(4:24) ※○
12. Bad Communication E.Style　(4:19)
13. Calling　(5:56) ※○
14. 彷徨的青色子彈　(4:05) ※

- ※：曾獲得Oricon排行第一的單曲
- ○：銷售量突破百萬的單曲
- ◎：銷售量突破二百萬的單曲

## 製作人員
- 松本孝弘：吉他、全曲作曲、編曲
- 稲葉浩志：主唱、全曲作詞、編曲（#2.7.11.13.14）
- 明石昌夫：貝斯（#6.7.11.13.14）、音效合成（#3-7.8.11）、Programming（#12）、編曲（#3-5.7-12）
- 青山純：鼓 （#2.6.11.13）
- B+U+M（#3.4.6.7-11）
- 田中一光：鼓（#4.5.7）
- 山木秀夫：鼓 （#13.14）
- 徳永暁人：貝斯（#13）・編曲（#13）
- 小野塚晃：電子琴（#5）・鋼琴 （#13）
- 増田隆宣：ハモンドオルガン（#11）
- 池田大介：マニピュレーター（#1）・編曲 （#1）
- 勝田かず樹：薩克斯風 （#2）
- 佐々木史郎：小號（#2）
- 小林太：小號（#2）
- 澤野博敬：小號（#4.7）
- SKA-PARA HORNS・名古屋君義（現・NARGO）：小號（#11）
- 中路英明：長號 （#2）
- 野村裕幸：長號（#4.7）
- 北原雅彦：長號（#11）
- 勝田一樹：薩克斯風 （#4）
- やまもとこうじ（表記不明）：薩克斯風（#7）
- 冷牟田竜之：アルトサックス（#11）
- GAMOU（現・GAMO）：テナーサックス（#11）
- 谷中敦：バリトンサックス（#11）
- 妹尾隆一郎：ブルースハープ（#11）
- 篠崎Strings：絃樂器 （#1.13）
- HIIRO Strings：絃樂器（#2.7）
- 森朱美：聲樂（#1）
- 宇徳敬子：Female Voice（#1）
- 西田昌史：合聲歌手（#6）
- 大黒摩季：合聲歌手（#6.#7）
- 生沢佑一：合聲歌手（#7.#11）
- 高嶋りん（現・浦嶋りんこ）：合聲歌手（#11）
- IKKIES：合聲歌手（#12）
- エイミー：ボイス（#12）